# William Hallowes Miller
William Hallowes Miller (6 de abril de 1801 - 20 de mayo de 1880) fue un mineralogista galés conocido por su trabajo en los comienzos de la cristalografía moderna.
Los índices de Miller reciben dicho nombre en su honor, habiendo sido descritos por él en su Tratado sobre la cristalografía (1839). El mineral llamado millerita también le rinde homenaje.

## Vida y trabajo
Miller nació en 1801 en Velindre, cerca de Llandovery, Carmarthenshire, Gales del Sur. Fue educado en la universidad de St. John, Cambridge, donde se graduó en 1826 como quinto wrangler. Se convirtió en Fellow de la universidad en 1829. Durante unos cuantos años Miller trabajó como tutor universitario. Durante esta época publicó tratados sobre hidrostática e hidrodinámica.
Miller también prestó especial atención a la cristalografía y con 31 años, tras la dimisión de William Whewell, le sucedió en 1832 como profesor de mineralogía. Mantuvo ese puesto hasta 1870. Su obra magna, Cristalografía, fue publicada en 1839. Fue elegido miembro de la Sociedad Real en 1838 y recibió la Medalla Real en 1870, y en el mismo año fue nombrado parte de la Comisión Internacional du Metro. Fue elegido socio honorario de la Sociedad Real de Edimburgo en 1874.
Miller fue el principal partidario de reformar los estándares parlamentarios de longitud y peso, después de que un incendio destruyera los viejos en 1834. Fue miembro del comité y de la Comisión Real que supervisó los nuevos estándares.
Miller murió en 1880 en Cambridge, Inglaterra.

## Familiar
En 1844 se casó con Harriet Susan Minty.

## Obras
- William Hallowes Miller (1831) The Elements of Hydrostatics and Hydrodynamics
- William Hallowes Miller (1833) An Elementary Treatise on the Differential Calculus
- William Hallowes Miller (1839) A Treatise on Crystallography
- William Phillips, William Hallowes Miller, & Henry James Brooke (1852) An Elementary Introduction to Mineralogy
- William Hallowes Miller (1863) A Tract on Crystallography

En 1852 Miller editó una nueva edición de la obra de H. J. Brooke Introducción Elemental a la Mineralogía.